# Poraliinae
Poraliinae is een onderfamilie van neteldieren uit de klasse van de Scyphozoa (schijfkwallen).

## Geslacht
- Poralia Vanhöffen, 1902